# Mothership Connection
Mothership Connection (с англ. — «Соединение с кораблём Mothership») — четвёртый студийный альбом американской фанк-группы Parliament, выпущенный 15 декабря 1975 года лейблом Casablanca Records. Mothership Connection — это концептуальный альбом и он считается одним из лучших релизов Parliament-Funkadelic; также он был первым, в котором приняли участие валторнисты Масео Паркер и Фред Уэсли, которые ранее играли у Джеймса Брауна в The J.B.'s.
Альбом стал первым у группы Parliament, получивший золотой, а затем и платиновый статус. Библиотека Конгресса добавила альбом в Национальный реестр аудиозаписей в 2011 году, заявив, что этот «альбом оказал огромное влияние на джаз, рок и танцевальную музыку».

## Концепция альбома
Альбом скреплён свободной, эскапистской темой космоса. Описывая концепцию, Джордж Клинтон сказал следующее: 

Мы поставили чернокожих людей в ситуации, в которых никто никогда не думал, что они окажутся, например, в Белом доме. Я подумал, что ещё одно место, о котором вы не подумали бы, что чернокожие люди окажутся в космосе. Я был большим поклонником «Звёздного пути», поэтому мы сделали кое-что с сутенёром, сидящим в космическом корабле в форме Кадиллака, и мы сделали весь грув на альбоме в стиле Джеймса Брауна, но с уличными разговорами и сленгом гетто.
На этом альбоме мифология P-funk’а начинается всерьёз. Первый трек, «P-Funk (Wants to Get Funked Up)» начинается так же, как заглавный трек с предыдущего альбома группы Chocolate City. Ди-джей разговаривает непосредственно с аудиторией, как будто он на радио, но на этом альбоме позывной станции объявлен как «WEFUNK». Он вещает из космоса «прямо с космического корабля Mothership». Ди-джей раскрывает своё имя как «Человек с леденцом на палочке, псевдоним Длинноволосый Молокосос» (англ. The Lollipop Man, alias the Long-Haired Sucker). Он призывает слушателя лечь прямо на радио, чтобы музыка исцелила его, потому что «фанк не только движется, он может и передвигать» (англ. Funk not only moves, it can re-move).
В следующей песне «Mothership Connection (Star Child)» персонаж Старчайлд объясняет: «я — связь с Mothership» (англ. I am the Mothership Connection) и что «мы вернулись, чтобы забрать пирамиды» (англ. we have returned to claim the Pyramids). Старчайлд приглашает слушателя «подняться на их корабль Mothership». Позже он спрашивает: «вы собираетесь на остров Пасхи? Бермудский треугольник?» (англ. Are you hip to Easter Island? The Bermuda Triangle?), усиливающий образ древних инопланетян в песне. В песне «Unfunky UFO» описывается космический корабль, полный людей из «умирающего мира», которые поют: «мы несмешные и мы устарели» (англ. We're unfunky and we're obsolete). Они отчаянно нуждаются в фанк-музыке, желая «взять свой фанк и сделать его моим» (англ. take your funk and make it mine) и умоляя слушателя «покажи мне, как веселиться, как ты» (англ. show me how to funk like you do). Эта первобытная потребность в фанке отражена в самой популярной песне альбома «Give Up the Funk (Tear the Roof off the Sucker)» с её призывами «откажись от фанка<…> нам нужен этот фанк» (англ. Give up the funk...we gotta have that funk). Заключительная композиция альбома представляет важную концепцию в мифологии P-funk’а с его названием: «Night of the Thumpasorous Peoples». Тексты песен в основном представляют слова «gogga googa», но в последующих выпусках часто встречается юмористическая линия.
Концепция альбома легла в основу и концертных выступлений P-Funk в 1970-х годах, в ходе которых большой космический корабль, известный как Mothership, спускался на сцену в рамках прибытия доктора Фанкенштейна.
BBC Music описала альбом как новаторскую работу афрофутуризма, африкан-футуризма, «действие которой разворачивается во вселенной будущего, где чернокожие африканские астронавты взаимодействуют с инопланетными мирами». Журналист Фрейзер Макалпайн заявил, что «как реакция на всё более напряжённую городскую среду 1970-х годов, в которой афроамериканские общины столкнулись с концом оптимизма эпохи гражданских прав, это яркое воображение (и давайте будем откровенны, исключительный фанк) было одновременно праведным и радостным».

## Отзывы критиков
| Оценки критиков               | Оценки критиков |
| Источник                      | Оценка          |
| ----------------------------- | --------------- |
| AllMusic                      | [ 2 ]           |
| Billboard                     | (favorable)     |
| Blender                       | [ 16 ]          |
| Christgau's Record Guide      | A–              |
| Pitchfork                     | (8.5/10)        |
| PopMatters                    | (favorable)     |
| Rolling Stone                 | (favorable)     |
| The Rolling Stone Album Guide | [ 20 ]          |
| Spin                          | (10/10)         |
| Sputnikmusic                  | [ 22 ]          |

После релиза журнал Rolling Stone назвал его «пародией на современный фанк» и заявил, что «в отличие от Ohio Players или Commodores, группа отказывается играть прямо. Вместо этого Клинтон извергает свой джайв, зародившийся в каком-то космическом фанковом видении». Критик из The Village Voice Роберт Кристгау сказал следующее: «этот диджей из Chocolate City, или, может быть, это Шоколадный Млечный Путь (англ. Chocolate Milky Way), поддерживает ритм только своим рэпом, какими-то страными клавишными и тарелками на протяжении первой части. А позже выпускает галактический „Give Up the Funk“ и трибьют Джеймсу Брауну, который звучит как „gogga googa, gogga googa“ — только поверьте мне, это не отражает суть».
В ретроспективе, альбом завоевал высокое уважение. Обзор от Rolling Stone за 2003 год дал пластинке 5 звёзд: «шедевр, создатель сленга, создатель икон, мастер повествования — или „бомба“, как кратко выразился Клинтон, прежде чем кто-либо другой». В AllMusic его назвали «окончательным альбомом Parliament-Funkadelic», в котором «сменяющиеся составы групп Джорджа Клинтона, различные музыкальные подходы и всё более тематические заявления об альбоме достигли идеального состояния, которое привело к огромному коммерческому успеху, а также вневременному наследию». Dr. Dre мастерски исполнил семплы песен «Mothership Connection (Star Child)» и «P-Funk (Wants to Get Funked Up)» на своём альбоме The Chronic (1992 г.).
Альбом получил множество наград, в том числе был назван 55-м величайшим альбомом телевизионной сети VH1 всех времён. В 2012 году он занял 276-е место в списке «500 величайших альбомов всех времён» по версии журнала Rolling Stone. Он снова был показан в издании 2020 года под номером 363. Vibe включили Mothership Connection в свой список «Essential Black Rock Recordings», и он был включён в книгу 2005 года «Тысяча и один музыкальный альбом, который стоит прослушать, прежде чем вы умрёте».

## Список композиций
| №                   | Название                                          | Автор(ы)                                       | Длительность |
| ------------------- | ------------------------------------------------- | ---------------------------------------------- | ------------ |
| 1.                  | «P. Funk (Wants to Get Funked Up)»                | Джордж Клинтон, Бутси Коллинс, Берни Уоррелл   | 7:41         |
| 2.                  | «Mothership Connection (Star Child)»              | Дж. Клинтон, Б. Коллинс, Б. Уоррелл            | 6:13         |
| 3.                  | «Unfunky UFO»                                     | Дж. Клинтон, Б. Коллинс, Гарри Шайдер          | 4:23         |
| 4.                  | «Supergroovalisticprosifunkstication»             | Дж. Клинтон, Б. Коллинс, Г. Шайдер, Б. Уоррелл | 5:03         |
| 5.                  | «Handcuffs»                                       | Дж. Клинтон, Гленн Гойнс, Джанет Маклафлин     | 4:02         |
| 6.                  | «Give Up the Funk (Tear the Roof off the Sucker)» | Джером Брейли, Дж. Клинтон, Б. Коллинс         | 5:46         |
| 7.                  | «Night of the Thumpasorus Peoples»                | Дж. Клинтон, Б. Коллинс, Г. Шайдер             | 5:10         |
| Общая длительность: | Общая длительность:                               | Общая длительность:                            | 38:06        |

| №                   | Название                                                   | Автор(ы)                            | Длительность |
| ------------------- | ---------------------------------------------------------- | ----------------------------------- | ------------ |
| 8.                  | «Star Child (Mothership Connection)» (Promo Radio Version) | Дж. Клинтон, Б. Коллинс, Б. Уоррелл | 3:08         |
| Общая длительность: | Общая длительность:                                        | Общая длительность:                 | 41:24        |

## Участники записи
Parliament
- Лид-вокал — Джордж Клинтон (лид-вокал на «P. Funk (Wants to Get Funked Up)», «Mothership Connection (Star Child)»), Калвин Саймон, Фаззи Хаскинс, Рэй Дэвис, Грейди Томас, Гарри Шайдер (лид-вокал на «Handcuffs»), Гленн Гойнс (лид-вокал на «Unfunky UFO», «Handcuffs»), Бутси Коллинс
- Валторны — Фред Уэсли, Масео Паркер, Майкл Брекер, Рэнди Брекер, Boom, Джо Фаррелл
- Бас-гитары — Бутси Коллинс, Корделл Моссон
- Гитары — Гарри Шайдер, Майкл Хамптон, Гленн Гойнс, Бутси Коллинс
- Барбаны и перкуссия — Тики Фулвуд, Джером Брейли, Бутси Коллинс, Гэри Купер
- Клавишные и синтезаторы — Берни Уоррелл (Minimoog, Wurlitzer электрические пианино, ARP Pro Soloist и String Ensemble, RMI Electra Piano, орган Хаммонда, фортепиано, Fender Rhodes, clavinet D6)[1]
- Бэк-вокал и хлопки в ладоши — Гэри Купер, Дебби Эдвардс, Така Кан, Арчи Айви, Брайна Чименти, Распутин Бутте, Пэм Винсент, Дебра Райт, Сидни Барнс

Производственный персонал
- Джордж Клинтон — продюсер
- Джим Витти — инженер
- Ральф — инженер
- Джим Каллон — инженер
- Аллен Зенц — мастеринг
- Дэвид Александер — фотограф
- Gribbitt! — арт-дизайн

## Позиции в чартах
| Чарт (1976 г.)   | Позиция в чарте |
| ---------------- | --------------- |
| US Billboard 200 | 13              |
| US R&B Albums    | 4               |

## Сертификации
| Регион                                                      | Сертификация | Продажи    |
| ----------------------------------------------------------- | ------------ | ---------- |
| США (RIAA)                                                  | Платиновый   | 1 000 000^ |
| ^ Данные о тиражах приведены только на основе сертификации. |              |            |